# Coriene Pot
Coriene Pot is een Nederlands langebaanschaatsster. 
Tussen 1990 en 1995 nam Pot meermaals deel aan de NK Afstanden, de NK Allround en het NK Sprint.
In december 1994 schaatste Pot haar laatste wedstrijd.

## Records

### Persoonlijke records[3]
| Afstand    | Tijd    | Datum            | Baan       |
| ---------- | ------- | ---------------- | ---------- |
| 500 meter  | 43,34   | 22 februari 1992 | Heerenveen |
| 1000 meter | 1.27,26 | 23 februari 1992 | Heerenveen |
| 1500 meter | 2.13,98 | 10 januari 1993  | Collalbo   |
| 3000 meter | 4.48,46 | 9 januari 1993   | Collalbo   |